# Интегрисано коло
Интегрисано коло, интегрисано електрично коло (интегрално коло) (скр. енг: IC) је сложено електрично коло састављено из мноштва елемената (углавном транзистора) обједињено на јединственој подлози и спремно за уградњу у сложеније системе али као јединствена компонента.‍:стр. 13 Интегрално коло садржи мноштво минијатурних делова (отпорника, диода, транзистора, кондензатора). Пошто садржи много компоненти, једно мало интегрисано коло може да обави исти посао као мноштво појединачних делова.‍:стр. 13 Уобичајено је да је целокупна мрежа компоненти реализована на јединственом комаду полупроводника, који се налази у средишту интегрисаног кола и који се обично зове чип (енг: chip).‍:стр. 79 Хиљаде је компонената интегрирано у једном таквом колу. На пример, коло врло високога ступња интеграције садржи више од милијарду транзистора и других делова. Интегрисана кола су основни градивни блокови већих електричних кола. Најчешће су у кућиштима с по два реда извода или пинова. Повезују се међусобно, па могу оформити било који електронски уређај.‍:стр. 79
Интегрисано коло се састоји од: кућишта, које је од пластике или керамике, извода помоћу којих се монтира на штампану плочу и чип-а у средишту интегрисаног кола, који је са изводима повезан најчешће веома танким златним жицама. Број извода зависи од типа интегрисаног кола тј. од његове функције и може се рећи да је тај број стандардизован за различите функције. За разлику од транзистора, интегрисано коло у себи садржи читаве електричне шеме са различитим компонентама као што су транзистори, отпорници, кондензатори и сл. Основна подела интегрисаних кола је према функцији коју обављају: (i) аналогна инт. кола (нпр: операциони појачавач), (ii) дигитална инт. кола (нпр: микропроцесор), (iii) инт. кола мешаних сигнала (енг: mixed signal, обрађују и аналогни и дигитални сигнал на истом чипу) (нпр: А/Д и Д/А конвертори). Постоји читав спектар различитих интегрисаних кола која обављају разне функције, да се помену само неке: микропроцесор, меморија, ROM, појачавач, пулсни кодни модулатор, кодер/декодер, модем и сл. Због великог степена интеграције компоненти на малом простору често имају проблема са одавањем топлоте, па их је потребно додатно хладити. Хлађење може бити пасивно, додавањем масивних хладњака који одају топлоту, или активно уградњом вентилатора. То је данас редован случај код микропроцесора.
Интегрисана кола предвиђена за стандардну (комерцијалну) употребу имају температурни опсег рада од 0 до +70 °C, за индустријску од -40 °C до +85 °C, за примену у аутомобилској индустрији од -40 °C до +125 °C а за војне потребе од -55 °C до +125 °C.

## Историја
Идеју о интегрисаним круговима први је развио енглески инжењер Џефри В. А. Драмер док је радио за Ројал Рејдар Естаблишмент који је део Британског министарства обране. Он је ту идеју представио у Америци 7. маја 1952. Драмер је покушао да направи интегрисано коло 1956, али без значајног успеха.
Године 1959, прва интегрисана кола независно један од другога развили су Џек Килби док је радио за подузеће Тексас инструментс и Роберт Нојс из подузећа Фарчајилд полупроводници. У 1960-има развијена су прва интегрисана кола за управљање ракетама и вештачким сателитима. Примена се проширила на џепне калкулаторе и електронске сатове, електронске рачунаре, мобителе и друго.
Разликују се следеће генерације интегрисаних кола:
- - прва генерација од 1960. до 1963.
- - друга генерација од касне 1960. до средине 1970.
- - трећа генерација од средине 1970. до краја 1970.
- - четврта генерација од почетка 1980. до сада

### Прва интегрисана кола
Идеја претече интегрисаног кола била је стварање малих керамичких супстрата (тзв. микромодула), од којих сваки садржи једну минијатуризовану компоненту. Компоненте би се тада могле интегрисати и повезати у дводимензионалну или тродимензионалну компактну мрежу. Ову идеју, која се 1957. чинила веома обећавајућом, предложио је војсци САД Џек Килби и довела је до краткотрајног програма микромодула (слично пројекту Тинкертој из 1951. године). Међутим, како је пројекат добијао на замаху, Килби је смислио нови, револуционарни дизајн: интегрисано коло.
Новозапослен у Текас инструментсу, Килби је забележио своје почетне идеје о интегрисаном колу у јулу 1958. године, успешно демонстрирајући први радни пример интегрисаног кола 12. септембра 1958. године. У својој патентној пријави од 6. фебруара 1959, Килби је описао свој нови уређај као „тело од полупроводничког материјала... у коме су све компоненте електронског кола потпуно интегрисане“. Први купац за нови проналазак било је Америчко ваздухопловство. Килби је 2000. године добио Нобелову награду за физику за своју улогу у проналаску интегрисаног кола.
Међутим, Килбијев изум није био прави монолитни чип са интегрисаним колом, јер је имао спољне везе са златном жицом, што би отежало масовну производњу. Пола године након Килбија, Роберт Нојс из компаније Феарчајлд семикондуктор изумио је први прави монолитни ИК чип. Практичнији од Килбијеве имплементације, Нојсов чип је био направљен од силицијума, док је Килбијев био направљен од германијума, а Нојсов је произведен коришћењем планарног процеса, који је почетком 1959. развио његов колега Џин Хони и који је укључивао критичне алуминијумске линије за међусобно повезивање на чипу. Модерни ИК чипови су засновани на Нојсовом монолитном интегрисаном колу, а не на Килбијевом.
NASA-ин Аполо програм је био највећи појединачни потрошач интегрисаних кола између 1961. и 1965. године.

## Врсте
Према врсти електричних сигнала који се користе, интегрисана кола деле се на:
- аналогна кола (нпр. појачало): Намењена су за коришћење у свим електричним колима с различитим напонима и струјама
- дигитална кола (нпр. микропроцесор): Користе се само у колима са два напона, који представљају бинарна дигитална стања. Уобичајени напони који представљају бинарна стања јесу 0 и 5 волти.[1]‍:стр. 80
- кола мешаних сигнала (обрађују и аналогни и дигитални сигнал на истом чипу) (нпр: A/D и D/A конвертори)

Према врсти примијењених транзистора, разликују се: биполарна интегрирана кола и униполарна интегрирана кола.
Иако се с биполарнима постижу веће брзине рада, недостатак им је већа потрошња електричне енергије и веће димензије делова. Униполарни склопови називају се и МОС интегрисаним склоповима (енг. Metal Oxide Semiconductor) према MOSFET-у највише кориштеној врсти униполарног транзистора. MOSFET је својствен да ради с малим електричним струјама и врло је малих димензије, што омогућава интеграцију изузетно великог броја таквих делова у полуводичкој плочици. Управо је развој MOS-технологије омогућио склопове сложених функција.

## Примена
Аудио појачавач је пример интегрисаног кола. Појачала се користе за повећање снаге улазних звучних сигнала, попут микрофона. Још један тип интегрисаних кола који се користи у електронским пројектима јесте микроконтролер, који се може програмирати да управља радом различитих уређаја и апарата, као што су роботи.‍:стр. 13
Постоји читав спектар различитих интегрисаних кола која обављају разне функције, међу којима су: микропроцесор, меморија, , појачавач, пулсни кодни модулатор, кодер/декодер, модем и сл.

## Производња
Производња интегрисаних кругова започиње припремом полуводичке (силицијумске) плоче (енг. wafer) као темељним материјалом. Почетни је пречник плоче 2,5 до 30 центиметара. Нацрт склопа пројектује се рачунаром и претвара у микроскопске нацрте (маске), помоћу којих се селективним уношењем примеса (дифузијом и имплантацијом) те изолацијских и проводљивих слојева одређују врсте, димензије, распоред и повезаност елемената у склоповима. Они се на једној полуводичкој плочи израђују у стотинама примерака. Довршена се плоча реже на мале плочице (енгл. chips), то јест на појединачне интегрисане кругове, којима се додају прикључци и уграђују се у кућишта с изводима прикладнима за уградњу у електронске уређаје.

## Распоред пинова
Због своје природе, интегрисана кола имају више прикључака за повезивање са осталим компонентама. Ти прикључци се називају пинови (изводи или ножице). Један извод је за напајање, други за уземљење, трећи за улазни сигнал, четврти за излазни и тако редом. Функција сваког извода зависи од распореда. Да би се чип употребио у свом пројекту, распоред пинова се мора проучити у упутству за дати чип. Сваки чип има јединствену бројчану ознаку која га идентификује.‍:стр. 80
По конвенцији, изводи интегралног кола броје се у смеру супротном кретања казаљки. Почиње се од пина горе лево као јединице и иде у смеру супротном смеру кретања казаљки. Горњи леви пин је најближи референтној ознаци (енгл. clocking mark), која је обично усек, рупица, бела трака или трака у боји. Изводи се обележавају од врха интегрисаног кола надоле, почев од броја 1. Тако су, примера ради, изводи 14-пинског интегрисаног кола обележени од 1 до 7 дуж леве стране одозго надоле и од 8 до 14 дуж десне стране, одоздо нагоре.‍:стр. 80
На неким шемама, интегрисано коло се приказује с бројевима поред сваког извода. Ако на шеми не постоје бројеви извода, мора се пронаћи копија дијаграма распореда извода. За стандардна интегрисана кола, ти дијаграми се могу наћи у референтним књигама и на интернету.

## Повезивање
Интегрисано коло се уводи у електронско коло повезивањем улаза, излаза, уземљења, напајања и неких отпорника и кондензатора са одговарајућим изводима интегрисаног кола. Који се извод користи за повезивање с различитим деловима кола, зависи од конструкције интегрисаног кола. Изводи се могу идентификовати на основу података које обезбеђује произвођач или шеме пројекта. На пример, интегрално коло 555 (на слици) се повезује на следећи начин:‍:стр. 140
- + се повезује са изводом 8, што је напајање, и изводом 4, за ресетовање.
- Уземљење се повезује са изводом 1.
- Излаз интегрисаног кола је на изводу 3.
- Изводи 2 и 6 су окидач и праг осетљивости, и служе за повезивање кола између кондензатора и отпорника Rl.
- Извод 7, који служи за пражњење, повезује се с колом између отпорника Rl и R2.

Када се интегрисано коло 555 повеже на овај начин, оно на излазу генерише дигитални таласни сигнал. Учестаност таласа зависи од брзине пуњења и пражњења кондензатора.